# LA to Vegas
LA to Vegas je americký sitcom, jehož tvůrcem je Lon Zimmet. Úvodní díl první řady měl premiéru dne 2. ledna 2018 na stanici Fox. Hlavní role hrají Kim Matula, Ed Weeks, Nathan Lee Graham, Olivia Macklin, Peter Stormare a Dylan McDermott. Dne 9. ledna 2018 stanice doobjednala k již natočeným 12 dílům další tři, celkově tak první řada čítá patnáct dílů.
Dne 21. května 2018 stanice Fox zrušila seriál po jedné odvysílané řadě.

## Synopse
Seriál sleduje příběh posádky letadla a pasažérů z nízkonákladového pátečního-sobotního letu z Los Angeles do Las Vegas aerolinky Jackpot Airlines.

## Obsazení

### Hlavní role
- Kim Matula jako Veronica „Ronnie“ Messing: letuška aerolinky Jackpot.
- Ed Weeks jako Colin: britský profesor a ekonom. Každý víkend létá navštívit svého syna do Las Vegas.
- Nathan Lee Graham jako steward Bernard Jasser
- Olivia Macklin jako Nicole: profesionální striptérka, která s aerolinkou létá mezi Los Angeles a Las Vegas kvůli práci.
- Peter Stormare jako gambler Artem
- Dylan McDermott jako kapitán David „Dave“ Pratman

### Vedlejší role
- Amir Talai jako kopilot Alan
- Zachary Knighton jako Bryan
- Amy Landecker jako Patricia Hayes
- Kether Donohue jako Meghan: Colinova bývalá manželka.
- Dermot Mulroney jako kapitán Steve Jasser
- Alison Becker jako Caroline
- Josh Duhamel jako kapitán Kyle
- Don Johnson jako Jack Silver: ředitel aerolinky Jackpot Airlines.

## Seznam dílů
| Č. v seriálu | Původní název                              | Režie                | Scénář                                | Premiéra v USA  |
| ------------ | ------------------------------------------ | -------------------- | ------------------------------------- | --------------- |
| 1            | Pilot                                      | Steven Levitan       | Lon Zimmet                            | 2. ledna 2018   |
| 2            | The Yips and the Dead                      | Steven Levitan       | Lon Zimmet                            | 9. ledna 2018   |
| 3            | Two and a Half Pilots                      | Beth McCarthy-Miller | Lon Zimmet                            | 16. ledna 2018  |
| 4            | The Affair                                 | Linda Mendoza        | Alison Bennett                        | 23. ledna 2018  |
| 5            | The Fellowship of the Bea                  | Don Scardino         | Mathew Harawitz                       | 6. února 2018   |
| 6            | PilotFight                                 | Eva Longoria         | Ian Brennan                           | 27. února 2018  |
| 7            | Things to Do in Vegas When You're Grounded | Jeffrey Walker       | Josh Bycel a Jonathan Fener           | 6. března 2018  |
| 8            | Parking Lot B                              | Fred Savage          | Danielle Sanchez-Witzel               | 13. března 2018 |
| 9            | Overbooked                                 | Jaffar Mahmood       | Margee Magee                          | 20. března 2018 |
| 10           | Bernard's Birthday                         | John RIggi           | Jen D'Angelo                          | 27. března 2018 |
| 11           | Jacked Up                                  | Linda Mendoza        | Jason Berger a Amina Munir            | 3. dubna 2018   |
| 12           | Training Day                               | Jim Hensz            | Lon Zimmet, Jess Pineda a Jeremy Roth | 10. dubna 2018  |
| 13           | The Dinner Party                           | Melissa Kosar        | Seth Raab a Nicholas Darrow           | 17. dubna 2018  |
| 14           | Captain Dave's on a Roll                   | Jeffrey Walker       | Josh Bycel a Jonathan Fener           | 24. dubna 2018  |
| 15           | The Proposal                               | Linda Mendoza        | Lon Zimmet                            | 1. května 2018  |

## Přijetí
Na recenzní stránce Rotten Tomatoes získal z 18 recenzí, z nichž 9 (tj. 50 %) bylo spokojených, průměrný rating 5,84 bodů z deseti.  Na serveru Metacritic snímek získal z 13 recenzí 43 bodů ze sta.